# Jean-Pierre Custers
Jean-Pierre Custers (8 januari 1970) is een Belgische voormalig voetballer die speelde als aanvaller.

## Carrière
Custers maakte zijn profdebuut bij de Limburgse club Thor Waterschei en speelde met de club de laatste twee seizoenen in de tweede klasse tot aan de fusie met KFC Winterslag tot KRC Genk. Met de fusie club Genk speelde hij een eerste seizoen in de eerste klasse maar degradeerde al na een seizoen. Men keerde het seizoen erop meteen terug. Waarna hij nog een seizoen bij Genk in de eerste klasse doorbracht.
In 1991 maakte hij de overstap naar FC Beringen waarmee hij vier seizoenen in derde klasse speelde, toen de club moest degraderen na het seizoen 1994/95 maakte hij de overstap naar Stade Leuven. Waarmee hij na een seizoen in de vierde klasse promoveerde naar de derde klasse. Hij speelde tot het einde van de club in 2002 voor Leuven afwisselend in de derde of vierde klasse. Hij speelde nadien nog twee seizoenen met Tempo Overijse in de vierde klasse.